# Sevendust
Sevendust é uma banda de metal alternativo criada em Atlanta, Geórgia. Formaram em 1994 um grupo chamado "Crawlspace", porém mais tarde foram forçados a trocar de nome quando um grupo da costa oeste reivindicou seus direitos. Se esforçaram para encontrar um novo nome para a banda e finalmente escolheram 'Sevendust' depois que o baixista Vinnie Hornsby encontrou na garagem de sua avó um pesticida chamado "Sevin dust", então o vocalista Lajon Witherspoon inseriu o número sagrado sete (seven) ao nome do pesticida. Esse nome também foi associado a um vírus com o mesmo nome.

## História

### SevendusteHome(1997–1999)
Sevendust lançou seu primeiro auto-intitulado álbum em 15 de abril de 1997. Este álbum é conhecido por sua riffs pesados, vocais irritados e bateria "estilo thrash". As músicas "Black" e "Bitch" são as mais conhecidas canções deste álbum. "Black" foi a música de abertura de quase todos os concertos Sevendust até 2005.
Depois que apareceu no Ozzfest 1998, o seu auto-intitulado álbum ganhou disco de ouro. No mesmo ano eles lançaram uma coletânea chamada "Live and Loud", que contou com cobertura ao vivo da banda no Metro de Chicago. Dois anos depois, em 24 de agosto de 1999, eles lançaram seu segundo álbum, Home, que também foi ouro. Home é mais conhecido por canções "Denial", e "Waffle". Deborah Dyer do Skunk Anansie e Chino Moreno do Deftones apareceram como vocalistas convidados em duas canções: "Licking Cream" e "Bender". Também caracterizado por "Bender" foi um trabalho de guitarra adicional por Troy McLawhorn do doubleDrive. Naquele mesmo ano, eles receberam # 1 Band of the Year, # 1 Álbum do Ano e # 1 Nova banda das concessões do ano. Eles apareceram em Woodstock 1999 e excursionaram com muitas bandas como KoЯn, Staind, Reveille, Godsmack, Mudvayne, Powerman 5000, Creed, Kid Rock, Limp Bizkit e Metallica. Eles também se juntaram com Slipknot, Coal Chamber e outras bandas em uma turnê chamada "Tattoo The Earth Tour", em junho de 2000. 

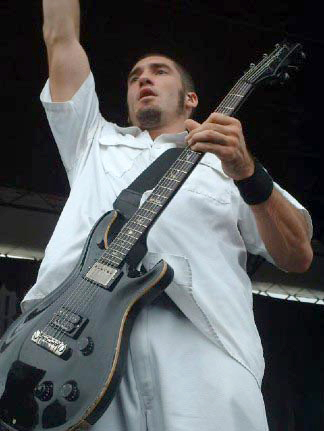
O guitarrista da banda Clint Lowery, também é um dos principais compositores do grupo.

### AnimosityeSeasons(2001–2004)
Eles estão dirigido ao estúdio para gravar seu terceiro álbum, Animosity, que foi lançado em 13 de novembro de 2001. Aaron Lewis do Staind fez os vocais na canção "Follow". Este álbum ganhou-lhes sucesso comercial e foi ouro também.
No entanto, a carreira de Sevendust teve tragédias. A banda eram amigos com a banda Snot que perderam a cantor Lynn Strait. Eles prestaram homenagem a ele na coletânea Strait Up com uma canção chamada "Angel's Son", que também está disponível no Animosity. Mais uma tragédia aconteceu quando Dave Williams, do Drowning Pool morreu. A banda teve um hiato temporário após o irmão mais novo Lajon foi morto.
Em 2003, Sevendust voltou com seu quarto álbum, Seasons. Este álbum é considerado por muitos o melhor álbum de Sevendust e é seu álbum mais popular até à data. Ele contém as canções de sucesso "Enemy", "Broken Down", "Face to Face" e "Separate". Em 2004, pela primeira vez na carreira da banda, eles lançaram um álbum ao vivo em CD / DVD em disco duplo intitulado Southside Double-Wide: Acoustic Live. Tanto o CD quanto o DVD inclui um cover de "Hurt" do Nine Inch Nails em tributo de Johnny Cash.

### NexteAlpha(2005–2007)
Em 15 de dezembro de 2004, foi anunciado Clint Lowery tinha deixado a banda, alegando diferenças musicais. Foi dito que o Sevendust o tinha substituído por um membro da banda de Tommy Lee's solo, mas foi oficialmente anunciado Sonny Mayo (de Snot e Amen) foi a nova substituição para Clint. Clint está trabalhando agora com uma nova banda chamada Dark New Day, que apresenta também seu irmão, Corey Lowery. Ao menos ao mesmo tempo, Sevendust e TVT Records separaram.
Em 11 de outubro de 2005, Sevendust lançou seu quinto álbum de estúdio, seguida, em sua nova gravadora, Winedark Records, distribuído pela Universal Music. No processo, Sevendust também criou sua própria gravadora, 7Bros Records. Foi lançado nas rádios o primeiro Single foi a faixa "Ugly", lançado para rádio 9 de agosto de 2005. Um vídeo da música também foi produzido e lançado para "Ugly". A faixa "Pieces" apareceu na trilha sonora para o filme Saw II. Em seguida estreou em # 20 na Billboard, relativamente inédita para uma banda do gênero Sevendust.
Sevendust (com Shawn Grove novamente atuando como produtor / Engenheiro), lançou seu sexto álbum de estúdio, intitulado Alpha, em 6 de março de 2007. O álbum estreou em # 14 na os E.U.A, a posição da banda mais alta nas paradas, vendendo mais de 42.000 cópias do álbum na primeira semana de venda. A banda também encabeçou uma turnê na data de 8 de fevereiro de 2007 a 28 de abril de 2007. Retrospective 2, um CD / DVD, incluindo duas músicas não lançada de estúdio, filmagem ao vivo nunca antes visto, bem como Videoclipes para as músicas "Beg To Differ", "Ugly", "Pieces" e "Driven", foi lançado em 11 de dezembro de 2007. A canção "O Rim", foi lançado no CD de Alpha. Suas músicas "Feed" e "Driven" foram usadas na trilha sonora de WWE Smackdown vs Raw 2008.

### Chapter VII: Hope & Sorrowe o retorno de Clint (2008–2009)

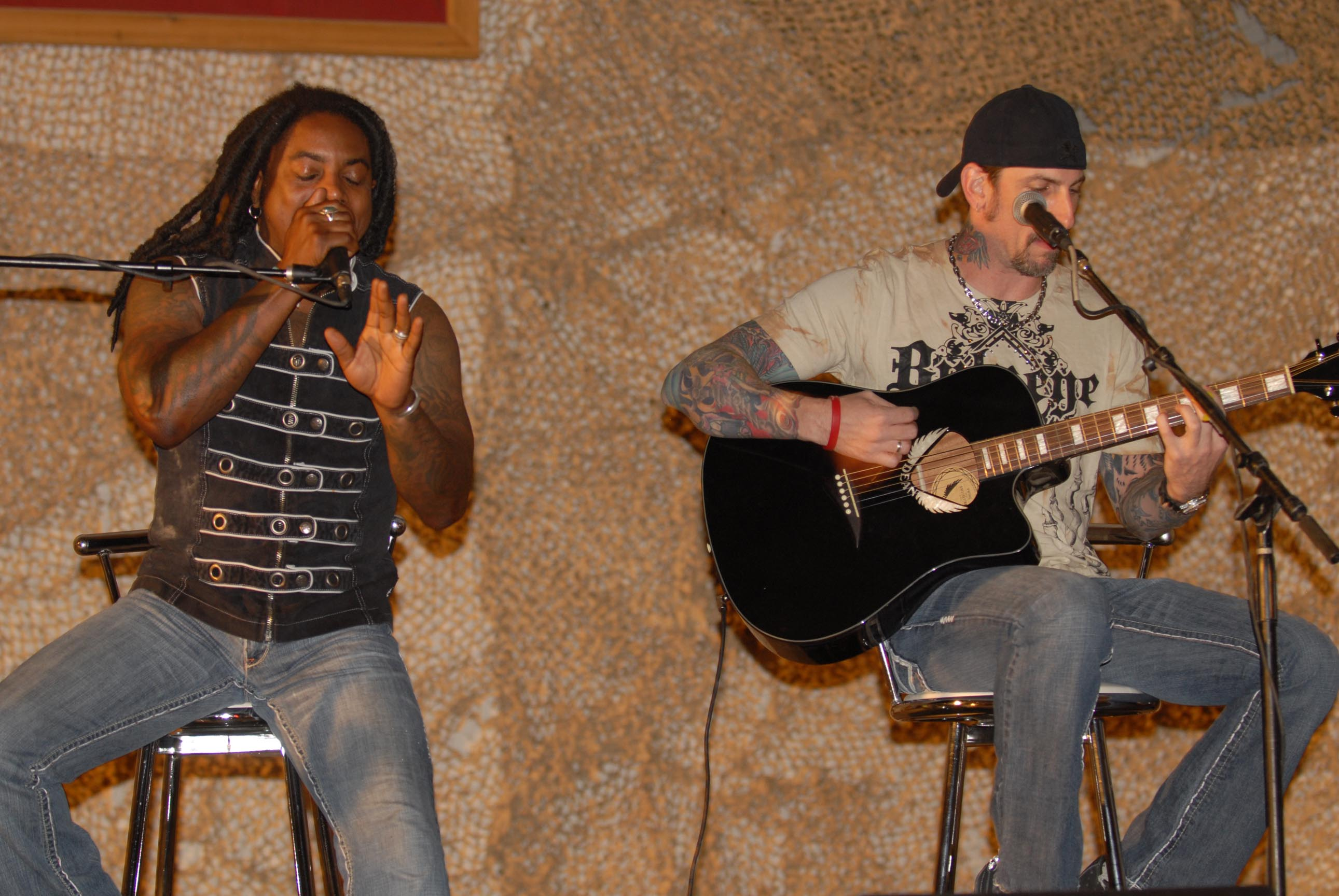
Sevendust se apresentando no Bagram Air Field, Afeganistão.

Sevendust juntou-se a Shawn Grove novamente, e voltou ao estúdio no final de novembro de 2007 para concluir o seu sétimo álbum estúdio, intitulado Chapter VII: Hope & Sorrow. O trabalho foi originalmente programado para lançamento em 4 de março de 2008, mas foi depois adiado para 1 de abril. O álbum estreou em # 19 na Billboard 200 e tem participações de Mark Tremonti, Chris Daughtry  e Myles Kennedy. O primeiro single lançado foi "Prodigal Son", que alcançou a posição # 19 na parada de rock mainstream. O segundo single foi "The Past" e o terceiro "Inside".
Em 26 de março de 2008, Sevendust anunciou que Clint Lowery, guitarrista e vocalista da banda, parou seus deveres como guitarrista do Dark New Day e iria voltar para o Sevendust no lugar de Sonny Mayo. No regresso de Lowery, Morgan Rose afirmou: "Isso foi extremamente difícil considerando que Sonny é nosso irmão e tem sido maravilhoso de se trabalhar. Sonny não fez nada de errado, nós só devemos isso a nós mesmos e todas as pessoas que cresceram com a gente, e colocar a nossa banda original de volta."
Em dezembro de 2008 Sevendust entrou em turnê com o Black Stone Cherry por um tempo e, em seguida, em janeiro de 2009, Sevendust se preparavam para pegar a estrada com Disturbed, bem como a amostra múltiplas para as tropas dos E.U. A no Iraque e no Afeganistão, na Primavera. De acordo com Morgan Rose, a banda já terminou de escrever o seu oitavo álbum  de estúdio  e vai entrar no estúdio para 2 meses de outubro a gravá-la. Elas são destinadas para um lançamento no início de 2010. Eles recentemente escolheu Johnny K como o produtor do próximo álbum.

### Novo album e atualmente (2009–2010)
Em outubro de 2009, Sevendust está gravando um novo álbum em Chicago com o produtor Johnny K, que produziu bandas de rock bem sucedidas como Disturbed, Staind, Finger Eleven e 3 Doors Down.
O álbum será intitulado "Cold Day Memory".
Em 11 de fevereiro de 2010 a banda postou via MySpace que seu novo álbum chegará às lojas 20 de abril de 2010.

## Membros

### Atuais
- Lajon Witherspoon – vocal (1994–presente)
- Vinnie Hornsby – baixo (1994–presente), vocais de apoio (2014–presente)
- Morgan Rose – bateria, vocais de apoio (1994–presente)
- John Connolly – guitarra rítmica (1994–2005, 2008–presente), guitarra solo (2004–2008), vocais de apoio (1994–presente)
- Clint Lowery – guitarra solo, vocais de apoio (1994–2004, 2008–presente)

### Ex-membros
- Sonny Mayo – guitarra rítmica (2005–2008)

## Discografia

### Álbuns de estúdio
| Ano  | Álbum                                                  | Posição nas paradas músicais | Posição nas paradas músicais | Posição nas paradas músicais | Posição nas paradas músicais | Certifications (sales threshold) |
| Ano  | Álbum                                                  | US                           | AUS                          | UK                           | NZ                           | Certifications (sales threshold) |
| ---- | ------------------------------------------------------ | ---------------------------- | ---------------------------- | ---------------------------- | ---------------------------- | -------------------------------- |
| 1997 | Sevendust - Gravadora: TVT Records                     | 165                          | —                            | —                            | —                            | - US: Ouro                       |
| 1999 | Home - Gravadora: TVT Records                          | 19                           | —                            | —                            | 26                           | - US: Ouro                       |
| 2001 | Animosity - Gravadora: TVT Records                     | 28                           | 36                           | 34                           | 26                           | - US: Ouro                       |
| 2003 | Seasons - Gravadora: TVT Records                       | 14                           | 38                           | 27                           | 20                           |                                  |
| 2005 | Next - Gravadora: Winedark Records                     | 20                           | 32                           | 21                           | 20                           |                                  |
| 2007 | Alpha - Gravadora: Asylum Records                      | 14                           | 17                           | 15                           | 7                            |                                  |
| 2008 | Chapter VII: Hope & Sorrow - Gravadora: Asylum Records | 19                           | 25                           | 11                           | 8                            |                                  |
| 2010 | Cold Day Memory - Gravadora: Asylum Records            | 12                           |                              |                              |                              |                                  |
| 2013 | Black Out The Sun                                      |                              |                              |                              |                              |                                  |
| 2015 | Kill The Flaw                                          |                              |                              |                              |                              |                                  |
| 2018 | All I See Is War                                       |                              |                              |                              |                              |                                  |

### Ao vivo
- (2004) - Southside Double-Wide: Acoustic Live

### Compilações
- (2005) - Best of (Chapter One 1997-2004)
- (2007) - Retrospective 2

## Singles
| 1997 | "Black"             | —  | 29 | Sevendust                  |
| 1998 | "Bitch"             | —  | 30 | Sevendust                  |
| 1998 | "Too Close to Hate" | —  | 39 | Sevendust                  |
| 1999 | "Denial"            | 26 | 14 | Home                       |
| 2000 | "Waffle"            | 33 | 23 | Home                       |
| 2000 | "Licking Cream"     | —  | —  | Home                       |
| 2001 | "Praise"            | 23 | 15 | Animosity                  |
| 2002 | "Live Again"        | 36 | 21 | Animosity                  |
| 2002 | "Angel's Son"       | 15 | 11 | Animosity                  |
| 2002 | "Crucified"         | —  | —  | Animosity                  |
| 2002 | "Xmas Day"          | —  | 38 | Animosity                  |
| 2003 | "Enemy"             | 30 | 10 | Seasons                    |
| 2004 | "Broken Down"       | —  | 20 | Seasons                    |
| 2004 | "Face to Face"      | —  | 22 | Seasons                    |
| 2005 | "Ugly"              | —  | 12 | Next                       |
| 2006 | "Failure"           | —  | 28 | Next                       |
| 2006 | "Pieces"            | —  | —  | Next                       |
| 2007 | "Driven"            | —  | 10 | Alpha                      |
| 2007 | "Beg to Differ"     | —  | 33 | Alpha                      |
| 2007 | "Deathstar"         | —  | —  | Alpha                      |
| 2008 | "Prodigal Son"      | —  | 19 | Chapter VII: Hope & Sorrow |
| 2008 | "The Past"          | —  | 27 | Chapter VII: Hope & Sorrow |
| 2009 | "Inside"            | —  | —  | Chapter VII: Hope & Sorrow |
| 2010 | "Unraveling"        | —  | 11 | Cold Day Memory            |
| .    |                     |    |    |                            |